# Europe Elects
Europe Elects est un agrégateur de sondage et un site internet qui rassemble et publie de la data relative aux élections en Europe sous forme d'analyse et de journalisme de données. La marque Europe Elects fut fondée en 2014 en tant que compte Twitter. Le site revendiquait plus de 204 000 abonnés via ses différentes plateformes et réseaux sociaux en date du 28 mai 2021.
Le site couvre l'actualité électorale et politique de tous les pays d'Europe et pas uniquement des pays membres de l'Union européenne.

## Organisation et Fonctionnement
Le site publie principalement de l'analyse de données ainsi que du journalisme de données. Des articles sur des sujets politiques relevant principalement d'élections et de sondages sont régulièrement mis en ligne.
Les sondages ainsi que les données électorales de tous les pays d'Europe continentale sont compilés sous forme de graphiques et publiés sur les réseaux sociaux que sont Twitter, Facebook, Instagram et Telegram. En outre, des cartes électorales sont également produites.
Enfin, le site produit et diffuse des vidéos d'information et de présentation des partis politiques d'Europe sur YouTube ainsi que des podcasts en ligne.
Le 29 juillet 2021, EURACTIV annonce un partenariat avec Europe Elects concernant la couverture des élections fédérales allemandes de 2021. Pour les mêmes élections, un partenariat avec le site américain Decision Desk HQ est annoncé le 8 septembre 2021.

## Diffusion
Le contenu d'Europe Elects est régulièrement repris par la chaîne d'information pan-européenne Euronews,. Le site est également classé comme le 12e média le plus influent au sein du Parlement européen, notamment devant CNN et Le Monde par le média Politico. Le site est également cité par des médias nationaux européens notamment en Allemagne, en Italie, en Suède ainsi que par des médias d'outre-atlantique tels que CNN, Bloomberg ou encore NBC News.
Le site est notamment considéré comme ayant réalisé la prévision en sièges la plus précise concernant les élections européennes de 2019.